# The Crimson Circle
The Crimson Circle est un film britannique réalisé par George Ridgwell, sorti en 1922.

## Synopsis
Un inspecteur de police arrive à démasquer un détective privé, qui est à la tête d'un gang de maitres chanteurs... 

## Fiche technique
- Titre original : The Crimson Circle
- Réalisation : George Ridgwell
- Scénario : Patrick L. Mannock, d'après le roman The Crimson Circle de Edgar Wallace
- Société de production : Kinema Club
- Société de distribution : Granger
- Pays d'origine :  Royaume-Uni
- Langue originale : anglais
- Format : noir et blanc — 35 mm — 1,37:1 — Film muet
- Genre : Film policier
- Durée : 6 bobines
- Date de sortie :
  - Royaume-Uni : 1922

## Distribution
- Clifton Boyne : Derrick Yale
- Lawford Davidson : Raphael Willings
- Rex Davis : Jack Beardmore
- Robert English : Felix Marl
- Fred Groves : Inspecteur Parr
- Eva Moore : Tante Prudence
- Sidney Paxton : Harvey Froyant
- Madge Stuart : Thalia Drummond
- Norma Whalley : Kitty Froyant
- Bertram Burleigh
- George Dewhurst
- Jack Hobbs
- Olaf Hytten
- Flora le Breton
- Victor McLaglen
- Joan Morgan
- Eille Norwood
- Mary Odette
- Simeon Stuart
- Malcolm Tod
- Kathleen Vaughan
- Henry Vibart
- Henry Victor